# ガンジー石原
ガンジー石原（ガンジー いしはら、1959年 – ）は、日本の関西のアングラ・カルチャー界で活動する、編集者・ライターである。また、大手前大学講師として「マンガ概論」を教えている。
本名、石原基久でも執筆活動を行っている。ペンネーム（芸名）は、容貌がマハトマ・ガンジーに似ていることに由来する。

## 経歴
兵庫県揖保郡（現たつの市）生まれ。甲南大学卒業。
1983年4月、関西の情報誌『プレイガイドジャーナル』に入社し、編集に携わる。演芸・寄席欄のほか、漫画家川崎ゆきおの連載、河内家菊水丸のカセットブック企画などを担当した。
ライターとしての中島らもと知り合い、中島の劇団「リリパット・アーミー」の旗揚げ公演に参加。この際、「ガンジー石原」名を使用した。以降、多数の公演に参加。
また、落語家桂雀三郎の新作落語会「雀三郎製（じゃくさんせい）アルカリ落語会」のスタッフもつとめた。
1986年に『まんきんちょJr』（0号、いきなり社）を編集長として刊行。
1987年の『プレイガイドジャーナル』休刊後、1989年に自身の事務所「FALL」を設立。漫画雑誌『コミック・ジャングル』、関西アンダーグラウンド音楽シーンを紹介する音楽雑誌『G-SCOPE』を発行する。「FALL RECORDS」という音楽レーベルとしても活動し、漫談家「テント」、鮫肌文殊のパンクバンド「捕虜収容所」、「自分BOX」、テクノユニット「A.C.E. (音楽ユニット)」などの作品をリリース。
また、本名の「石原基久」名義で、web版花形文化通信の「ベアーズ・クロニクル」を担当している。
2004年には、アニーsakumaが営むインディレーベル「bird parlor records」のコンピレーションアルバム「et cetera〜bird parlor records compilation」に、「人間はカトリセンコウ」というガンジー自身の曲が、初の音源として収録されている。なお、この楽曲は2008年の柴田剛監督による映画『青空ポンチ』の劇中歌にも使用されている。2009年には同曲を含む、ガンジー石原名義の初CD『人間はカトリセンコウ』が クロスメディアレコードより発売。
2010年のフジロックフェスティバル苗場食堂に出演した。
2014年、ガンジー石原＆糸車（チャルカ）名義で2ndアルバム「わからずやのコンコンチキ号漂流記」をクロスメディアレコードよりリリース。
長谷川義史『ガンジーさん』（イースト・プレス　2011）は、ガンジー石原をモデルにした絵本である。

## 著書
- 『「プガジャ」の時代』森晴樹,村上知彦,春岡勇二,ガンジー石原,山口由美子,小堀純著、大阪府立文化情報センター(編) ブレーンセンター 2008.6

## 出演
- 「なげやり倶楽部」よみうりテレビ 1985年 - 中島らも司会のトーク＆コント番組